# Tićevac
Tićevac (en serbe cyrillique : Тићевац) est un village de Serbie situé dans la municipalité de Žabari, district de Braničevo. Au recensement de 2011, il comptait 237 habitants.

## Démographie

### Évolution historique de la population
| 1948 | 1953 | 1961 | 1971 | 1981 | 1991 | 2002 | 2011 |
| ---- | ---- | ---- | ---- | ---- | ---- | ---- | ---- |
| 677  | 684  | 649  | 649  | 623  | 539  | 265  | 237  |

|  |